# بوردراپ
بوردراپ (به انگلیسی: Burdrop) یک روستا در بریتانیا است که در آکسفوردشر واقع شده‌است.